# آدیداس جابولانی
آدیداس جابولانی توپ فوتبال مسابقات جام جهانی فوتبال ۲۰۱۰ است. این توپ که شرکت آدیداس آن را تولید کرده و در دانشگاه لاوبارو بریتانیا طراحی شده‌است، در ۴ دسامبر ۲۰۰۹ در کیپ تاون ِ آفریقای جنوبی به نمایش درآمد. جابولانی در زبان زولو به معنی شادی است.
جابولانی توپ مسابقات جام باشگاه‌های جهان ۲۰۰۹ در امارات نیز بود و نسخهً ویژه‌ای از آن با نام جابولانی آنگولا هم در مسابقات جام ملت‌های آفریقا ۲۰۱۰ استفاده شد. این توپ همچنین در نیم فصل پایانی ۲۰۱۰ دسته اول فوتبال آرژانتین و فصل ۲۰۱۰ ام‌اس‌ال در ایالات متحده نیز استفاده شد.
این توپ پس از آنکه توسط دروازه‌بانانی مانند ایکر کاسیاس و جانلوئیجی بوفون فاجعه خوانده شد و از آن انتقاد کردند توسط ناسا مورد آزمایش قرار گرفت و شرایط آیرودینامیکی آن تایید شد. ولی پس از ۱۶ روز از شروع مسابقات پس از آنکه بسیاری از بازیکنان از سبکی این توپ انتقاد کردند فیفا اعتراف کرد که این توپ دارای مشکلاتی است.

## مشخصات فنی
|             | استاندارد پذیرفتهٔ فیفا | اندازه‌های جابولانی |
| ----------- | ---------------------- | ------------------ |
| محیط        | ۶۸٫۵–۶۹٫۵ س‌م           | ۶۹٫۰ ± ۰٫۲ س‌م      |
| قطر         | ≤ ۱٫۵٪ تفاوت           | ≤ ۱٫۰٪ تفاوت       |
| جذب آب      | ≤ ۱۰٪ افزایش وزن       | ≤ ۰٪ افزایش وزن    |
| وزن         | ۴۲۰ - ۴۴۵ گ            | ۴۴۰ ± ۰٫۲ گ        |
| ارتجاع‌پذیری | ≤ ۱۰ س‌م                | ≤ ۶ س‌م             |
| کم باد شدن  | ≤ ۲۰٪                  | ≤ ۱۰٪              |